# MonaOS
MonaOS är ett fritt operativsystem lämpat för utbildning.
MonaOS är ett nytt enkelt operativsystem med öppen källkod släppt under MIT-licens.